# Eucephalobus teres
Eucephalobus teres är en rundmaskart. Eucephalobus teres ingår i släktet Eucephalobus och familjen Cephalobidae. Inga underarter finns listade i Catalogue of Life.